# 2. Hallenhockey-Bundesliga 1996/97 (Herren)
Die Saison 1996/97 war die erste Saison der in der Halle neu eingeführten 2. Bundesliga. Gespielt wurde wie in der 1. Bundesliga in zwei Gruppen Nord und Süd.

## Qualifikation
Maßgeblich für die Qualifikation waren die Ergebnisse der vorangegangenen Hallensaison 1995/96. Für die Nordgruppe qualifizierten sich jeweils die vier besten Teams der Regionalliga Nord und der Regionalliga West. Eines dieser Teams konnte sich in der Aufstiegsrunde Nord direkt für die 1. Bundesliga qualifizieren. Zu den sieben verbleibenden Teams kam der Absteiger aus der Gruppe Nord der 1. Bundesliga. Für die Gruppe Süd qualifizierten sich die fünf besten Teams der Regionalliga Süd und die vier besten Teams der Regionalliga Ost. Von diesen konnten sich sogar zwei Teams in der Aufstiegsrunde Süd direkt für die 1. Bundesliga qualifizieren. Der Absteiger aus der Gruppe Süd der 1. Liga vervollständigte die Gruppe Süd.
Grund für die unterschiedlichen Aufstiegs-Regelungen in den Gruppen Nord und Süd war der Wechsel des HTC Uhlenhorst Mülheim von der Südgruppe der 1. Bundesliga in die Nordgruppe, da der Club zur Region West (Nordrhein-Westfalen) gehört. Um den so entstandenen Überhang in Gruppe Nord der 1. Bundesliga auszugleichen, gab es in dieser Saison zwei Absteiger in die Gruppe Nord der 2. Bundesliga und dort drei Absteiger in die Regionalligen.

## Abschlusstabelle
Legende:

| (A) | Absteiger aus der 1. Bundesliga |
| (N) | Aufsteiger aus der Regionalliga |
|     | Aufsteiger in die 1. Bundesliga |
|     | Absteiger in die Regionalliga   |

| Gruppe Nord |                          |        |         |        |
| Platz       | Club                     | Spiele | Tore    | Punkte |
| 1.          | Uhlenhorster HC (N)      | 14     | 173:96  | 24:4   |
| 2.          | Schwarz-Weiß Neuss (A)   | 14     | 133:87  | 21:7   |
| 3.          | Bonner THV (N)           | 14     | 149:121 | 20:8   |
| 4.          | DTV Hannover (N)         | 14     | 136:124 | 17:11  |
| 5.          | RTHC Leverkusen (N)      | 14     | 123:136 | 14:14  |
| 6.          | RW Bergisch Gladbach (N) | 14     | 120:137 | 9:19   |
| 7.          | Großflottbeker THGC (N)  | 14     | 112:146 | 7:21   |
| 8.          | DHC Hannover (N)         | 14     | 94:193  | 0:28   |

| Gruppe Süd |                         |        |        |        |
| Platz      | Club                    | Spiele | Tore   | Punkte |
| 1.         | TG Frankenthal (A)      | 14     | 163:85 | 24:4   |
| 2.         | Mannheimer HC (N)       | 14     | 94:83  | 18:10  |
| 3.         | Zehlendorfer Wespen (N) | 14     | 111:98 | 17:11  |
| 4.         | Nürnberger HTC (N)      | 14     | 98:99  | 14:14  |
| 5.         | TuS Lichterfelde (N)    | 14     | 64:70  | 11:17  |
| 6.         | Osternienburger HC (N)  | 14     | 84:114 | 11:17  |
| 7.         | SV Böblingen (N)        | 14     | 85:125 | 9:19   |
| 8.         | SC Frankfurt 1880 (N)   | 14     | 95:116 | 8:20   |